# البنية التحتية الرطبة
البنية التحتية الرطبة مصطلح يستخدم للتعبير عن مجموعة متنوعة من المشاريع المتعلقة بإمدادات المياه والمعالجة والتخزين وإدراة الموارد المائية، وإدارة الفياضانات، وإعاده ترميم السواحل والطاقة الكهرمائية (طاقة مائية) ومنشأت الطاقة المتجددة. ومن الامثلة الشائعة البنية التحتية الرطبة تشتمل على البنية الجديدة وتجديد وصيانة الاقفال، والسدود،وحواجز العواصف والسيول، والبنية الارشادية، وخطط الضخ، مجاري المياة، الجسور، وانظمة التحكم والتشغيل، وتجهيزات الانفاق.

## وصلات خارجية
- الاتجاهات الحديثة في هندسة المياه والبيئة لسلامه والحياه
- ندرة المياه : الظهور القانوني والرد السياسي
- الحكم والتعقيد في إدارة المياه "wet+infrastructure"&hl=en&ei=zWLoS-yeJIziNcHspfAE&sa=X&oi=book_result&ct=result&resnum=5&ved=0CEAQ6AEwBDgK#v=onepage&q="wet%20infrastructure"&f=false